# 马克思主义历史学
马克思主义历史学，又称历史唯物主义历史学，是历史学研究中的一个具有广泛影响的流派。其主要原则包括：社会阶级的核心地位、阶级社会中生产关系的冲突，以及经济条件对历史结果的决定作用（即历史唯物主义）。马克思主义历史学家遵循阶级社会发展的基本原则，尤其关注现代资本主义社会的发展。
马克思主义历史学在不同地区和政治背景下的发展路径各异。在西方、苏联、印度以及泛非主义和非裔美国人的学术传统中，它都呈现出独特的发展轨迹，并根据具体的区域与政治环境作出适应。马克思主义历史学对工人阶级历史研究，以及“自下而上”的历史研究方法作出了重要贡献。
马克思主义历史学有时被批评为带有决定论色彩，即它认为历史有一个固定的方向，最终将走向无阶级的人类社会。对于马克思主义者来说，马克思主义历史学被视为一种工具，其目的在于唤醒那些在历史中被压迫的人，使他们获得自我意识，并从历史中汲取斗争策略与战术。对他们而言，这既是一个历史研究项目，也是一种解放实践。
并非所有马克思主义历史学都是社会主义性质的。马克思主义历史学中的一些方法，例如阶级分析，可以脱离原初的马克思主义政治意图以及其被认为具有的历史决定论特征。一些采用马克思主义方法但不认同马克思主义政治立场的历史学者，常将自己称为“马克思学派”的历史学家，而这种“马克思学派历史学”也常被称为“马克思学派的方法”或“马克思式的历史学”。